# Dresserus schultzei
Dresserus schultzei är en spindelart som beskrevs av William Frederick Purcell 1908. Dresserus schultzei ingår i släktet Dresserus och familjen sammetsspindlar. Inga underarter finns listade i Catalogue of Life.